# Ендроміс березовий
Ендроміс березовий (Endromis versicolora) — вид комах з родини Lemoniidae.

## Морфологічні ознаки
Розмах крил — 45–75 мм. Статевий диморфізм виразний. Переднє крило світло-коричневе з білуватим напиленням, біля його вершини є 3 чіткі білі плями. Середня частина передніх крил відокремлена чорнуватими ламаними лініями, у проміжку котрих є вуглувата чорна пляма. Задні крила у самця вохристо-коричневі (у самиці — сірувато-руді) з ламаною смугою та білими плямами вздовж зовнішнього краю крила. Тіло дуже пухнасте.

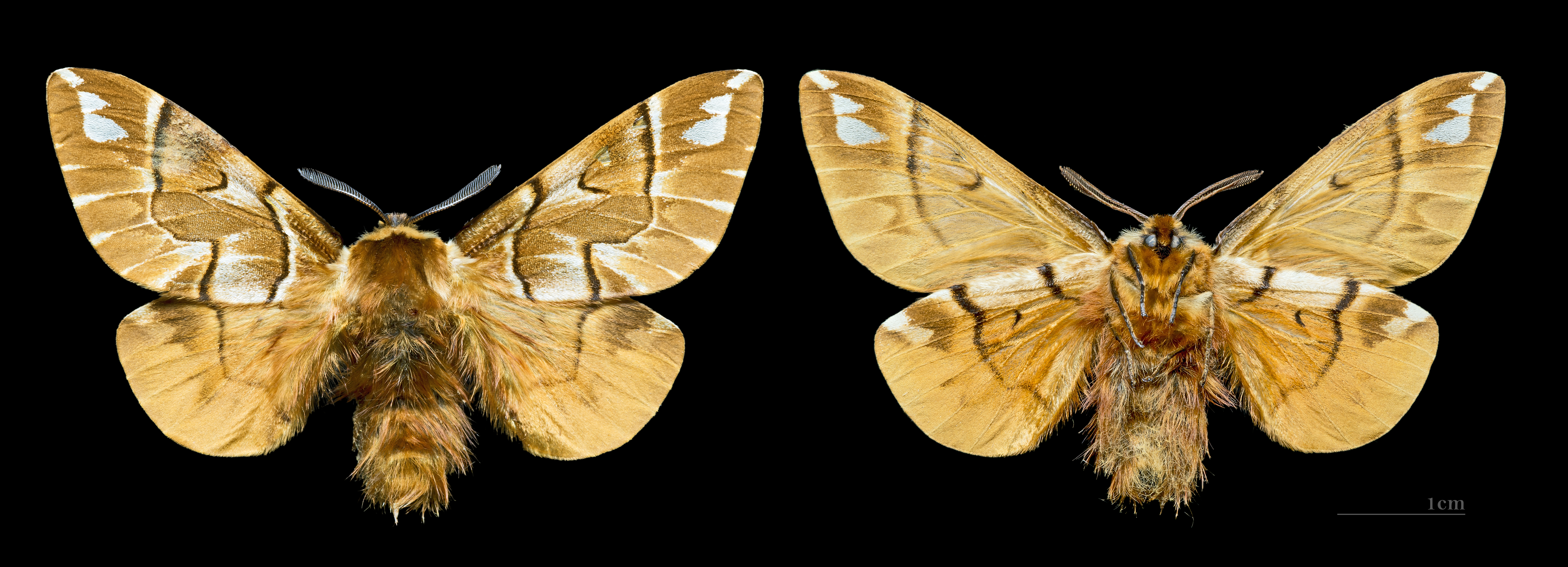
♂
♀
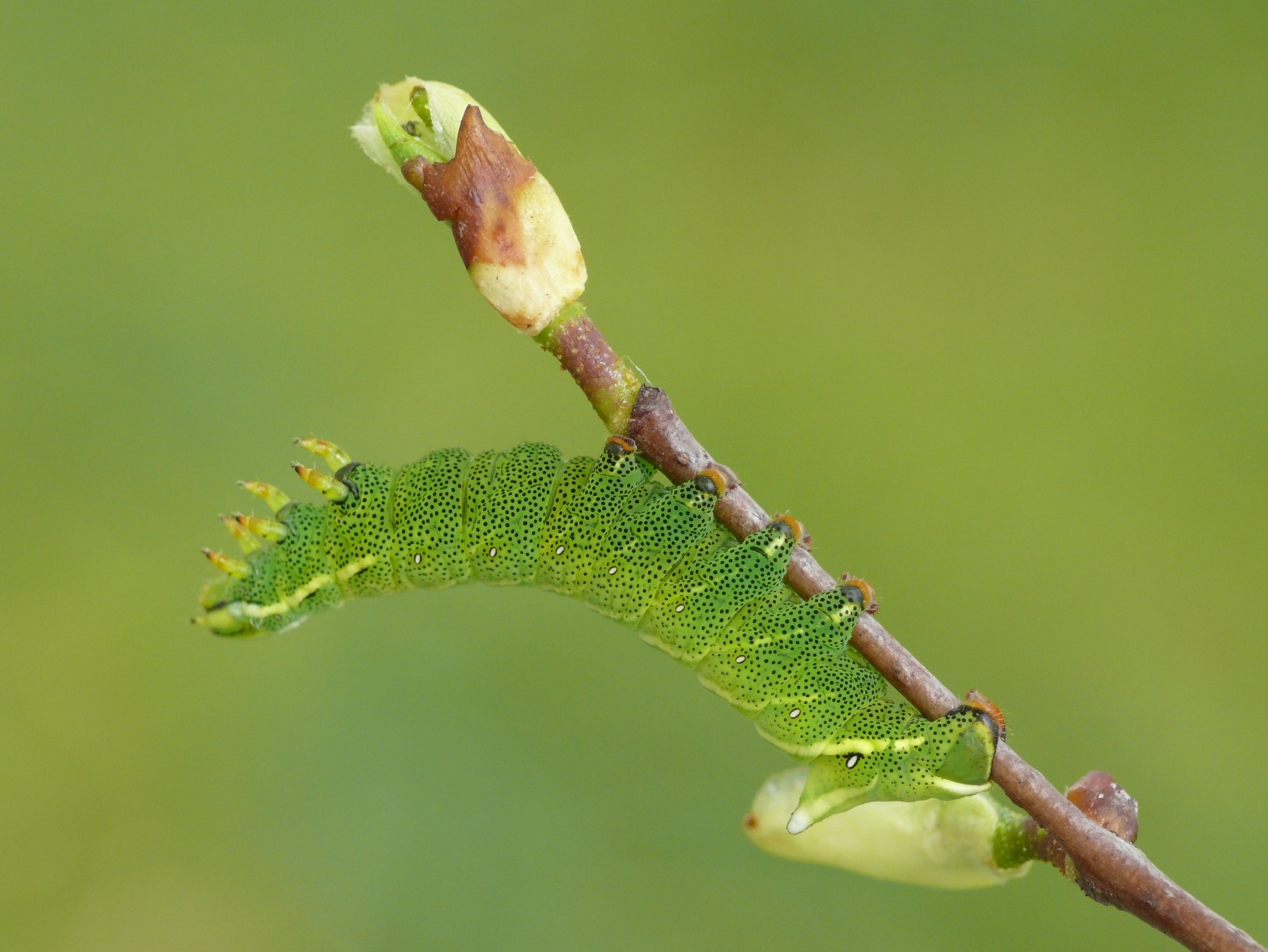

## Поширення
Лісова, частково лісостепова зони Євразії, Кавказ та Закавказзя (Вірменія). 
В Україні — зона мішаних лісів, частково лісостепова зона, Карпати. Локальний.

## Особливості біології
Зустрічається у мішаних лісах, особливо у молодих березняках. Протягом року розвивається 1 генерація. Літ імаго відбувається з кінця березня до початку травня. Метелики активні удень за сонячної погоди, іноді увечері та вночі. Самиці відкладають яйця увечері та вночі. Гусінь живиться листям берези, іноді — граба, ліщини, липи та інших дерев; розвивається у травні–серпні, зимує у коконах серед лісового опаду, у яких навесні і заляльковується.

## Загрози та охорона
Загрози: можливо, хімічна обробка лісів.
Як компонент біоценозу пасивно охороняється у деяких ПЗ, зокрема, Поліському та НПП, зокрема, Сколівські Бескиди. Доцільний пошук популяцій виду та створення ентомологічних заказників у місцях розповсюдження виду з певною регламентацією лісогосподарської діяльності.